# 三元站 (成都市)
三元站位于中华人民共和国四川省成都市武侯区石羊街道（由高新区代管）锦城大道益新大道路口，是成都地铁8号线和9号线的一座地下换乘车站。本站于2020年12月18日启用。
本站因车站位于三元社区而得名，正式命名前曾使用工程名为“益新大道站”。

## 车站结构
本站是一座地下三层岛式站台车站，地下二层为9号线站台、地下三层为8号线站台。两条线路构成T字形节点换乘，8号线站台中部与9号线站台往金融城东方向头端设置换乘节点。
|                     |  | 9号线往黄田坝（太平寺）     |
| 島式 · 開左邊车门 · |  |                             |
|                     |  | 9号线往金融城东（锦城大道） |

|                     |  | 8号线往桂龙路（石羊） |
| 島式 · 開左邊车门 · |  |                       |
|                     |  | 8号线往龙港（顺风）   |

## 出入口
本站目前开放5个出入口。
|          |                         |                                  |      |
|          |                         |                                  |      |
| 编号     | 设施                    | 指示                             | 照片 |
|          |                         | 益新大道                         |      |
| 出口 · B | 无障碍电梯              | 锦城大道、火车南站西路、锦城绿道 |      |
| 出口 · C |                         | 锦城大道、益新大道、锦城绿道     |      |
| 出口 · D | 无障碍电梯 无障碍卫生间 | 益新大道、锦城绿道               |      |
| 出口 · F |                         | 益新大道、锦城大道、仁和街       |      |